# Aschir
Der Aschir war ein arabisches Volumen- und Flächenmaß.

## Volumenmaß
- 1 Aschir = etwa 6 Liter

Das Maß wurde beim Abmessen von Getreidemengen verwendet.

## Flächenmaß
- 1 Aschir = 15,92 Quadratmeter
  - 1 Aschir = 1/10 Qafiz oder 36 Quadratellen